# Route régionale 28 (Tunisie)
Pour les articles homonymes, voir Route 28.
La route régionale 28 ou RR28 est un axe routier secondaire de Tunisie qui relie la ville de Nabeul à la ville de Medjez el-Bab. Le long de son parcours (d'est en ouest), elle croise la route nationale 1, l'autoroute A1, l'autoroute A3, la route régionale 35, la route nationale 4, la route locale 625 et la route régionale 131.